# Catherine Greenhill
Pour les articles homonymes, voir Greenhill.
Catherine Greenhill est une mathématicienne australienne connue pour ses recherches sur les graphes aléatoires, l'énumération combinatoire (en) et les chaînes de Markov . Elle est professeure de mathématiques à l'École de mathématiques et de statistiques de l'université de Nouvelle-Galles du Sud et rédactrice en chef de l'Electronic Journal of Combinatorics.

## Formation et carrière
Greenhill a fait ses études de premier cycle à l'université du Queensland et y est restée pour une maîtrise, y travaillant avec Anne Penfold Street. Elle a obtenu son doctorat en 1996 à l'université d'Oxford, sous la direction de Peter Neumann. Sa thèse est intitulée From Multisets to Matrix Groups: Some Algorithms Related to the Exterior Square ,.
Après des recherches postdoctorales avec Martin Dyer à l'université de Leeds et Nick Wormald à l'université de Melbourne, Greenhill a rejoint l'université de Nouvelle-Galles du Sud en 2003. Elle a été promue professeure associée en 2014, devenant la première femme mathématicienne à gagner une telle promotion à l'UNSW.

## Prix et distinctions
Greenhill a été la lauréate 2010 de la médaille Hall de l'Institut de combinatoire et ses applications. Elle a été présidente de la Combinatorial Mathematics Society of Australasia (en) de 2011 à 2013. En 2015, l'Académie australienne des sciences lui a décerné sa médaille Christopher-Heyde pour ses recherches distinguées en sciences mathématiques.

## Publications
- (en) Martin Dyer et Catherine Greenhill, « Corrigendum: The complexity of counting graph homomorphisms », Random Structures and Algorithms, Wiley-Blackwell, vol. 25, no 3,‎ 2004, p. 346-352 (ISSN 1042-9832 et 1098-2418, DOI 10.1002/RSA.20036).
- (en) Vladimir Blinovsky et Catherine Greenhill, « Asymptotic enumeration of sparse uniform hypergraphs with given degrees », Journal européen de combinatoire, Elsevier, vol. 51,‎ janvier 2016, p. 287-296 (ISSN 0195-6698 et 1095-9971, DOI 10.1016/J.EJC.2015.06.004, arXiv 1306.2012, lire en ligne).
- (en) Martin Dyer, Leslie Ann Goldberg, Catherine Greenhill et Mark Jerrum, « The Relative Complexity of Approximate Counting Problems », Algorithmica, Springer Science+Business Media, vol. 38, no 3,‎ 10 décembre 2003, p. 471-500 (ISSN 0178-4617 et 1432-0541, OCLC 39930181, DOI 10.1007/S00453-003-1073-Y).